# Temple maçonnique de Philadelphie
Le temple maçonnique de Philadelphie est un monument historique qui se situe en face de l'hôtel de ville de Philadelphie, le Philadelphia City Hall, sur la North Broad Street n°1. Le temple maçonnique est le siège de la Grande Loge de Pennsylvanie, l'une des plus anciennes obédiences maçonniques des États-Unis.

## Historique
Le bâtiment de la Grande Loge de Pennsylvanie,  est le principal centre maçonnique de cet État. Plusieurs centaines de visiteurs découvrent chaque année son architecture et celle de ses sept temples dans lesquels plusieurs loges de Philadelphie se réunissent encore. La première pierre de l'édifice pèse dix tonnes et fut posée à l'occasion de la Saint-Jean-Baptiste, le 24 juin 1868. La truelle utilisée à cette occasion par le grand maître Richard Vaux était la même que celle qui fut utilisée par le président George Washington lors de la pose de la première pierre du Capitole en 1793. L'édifice fut achevé en 1873.

## Architecture
L'architecture du temple s'inspire du style normand. James H. Windrim n'avait que 27 ans lorsqu'il soumit les plans qui  lui firent gagner le concours. La décoration de l'intérieur du temple, dessiné par George Herzog, ne commença qu'en 1887 et n'aboutit que quinze ans plus tard. Le 27 mai 1971 le temple maçonnique de Philadelphie fut reconnu comme monument historique.